# Varga István Attila
Varga István Attila (1968–) magyar villamosmérnök, üzletember, Márfy Gabriella festőművész férje.

## Életpályája

### Tanulmányok
Szatmárnémeti, Erdély, Kölcsey Ferenc Magyar Líceum, szakközépiskola, géplakatos, érettségi 
Petrozsény: 1 év Bányászmérnöki Egyetem román nyelven – Petrosani, Romania, Mining University 1 year in romanian language
Székesfehérvár: Kandó Kálmán Villamosipari Műszaki Főiskola – ma Óbuda Egyetem villamosmérnök

### Munkahelyek
GfK Hungária Piackutató Intézet – másoló-gépkezelő, ügyintéző
NCH Florin – üzletkötő, területi szaktanácsadó
Tridens Német-Magyar Kft – ügyvezető, társtulajdonos
Családi vállalkozás 1997 óta, mai napig: Varga-Márfy Kft. higiéniai termékek, szennyfogó és emblémás lábtörlő szőnyegek, alumínium profilos szennyfogó szőnyegek, ergonómiai szőnyegek gyártásával és forgalmazásával valamint digitális nyomtatással foglalkozik 1997 óta.

### Nyelvismeret
magyar anyanyelv, román felsőfok, német és angol középfok, francia és orosz alapfok

### Egyéb ismeretek
számítógépes irodai, ügyviteli, honlapszerkesztő, grafikai és internetes alkalmazások

### Hobbi
sakk és kirándulás

### Társadalmi munkák
- Perpetum Nemzetközi Speciális Kutató - Mentők Alapítvány alapítója 1997
- VOSZ - Vállalkozók Országos Szövetsége Fejér Megyei Szervezete – elnök 2006-2016
- Magyar Vöröskereszt Fejér Megyei elnöke 2006-2010
- SZÉKESFEHÉRVÁRI KÖZIGAZGATÁSI ÉS MUNKAÜGYI BÍRÓSÁG: ülnök 2015-től
- Széchenyi Díj a Közügyekért társalapítója gróf Széchenyi Tímea elnökasszonnyal és Varga Lajos nyugalmazott tűzoltóval - 2016-tól
- Magyar-Jiangsu / Kína Kulturális és Gazdasági Kapcsolatokat Elősegítő Egyesület társ-alapítója és alelnöke 2017-től
- Fehérvári Sakk Egyesület - elnök 2017-2021
- Fehérvári Sakk Egyesület - alelnök 2021-től
- Székesfehérvár Egészségügyi Ellátásáért Közalapítvány elnökségének kuratóriumi tagja

## Díjai, elismerései
Magyar Arany Érdemkereszt (2009) Magyar Arany Érdemkereszt#2009
A Magyar Arany Érdemkereszt a Magyar Érdemkereszt legfelső fokozata. 2011-ig Magyar Köztársasági Arany Érdemkereszt néven adományozták
Fejér Megyei Príma Plusz Díj (2015)
Gróf Széchenyi Család Alapítvány AZ ÉV SZÉCHENYI VÁLLALKOZÁSA 2018 A CSALÁD KÜLÖNDÍJA

## Források

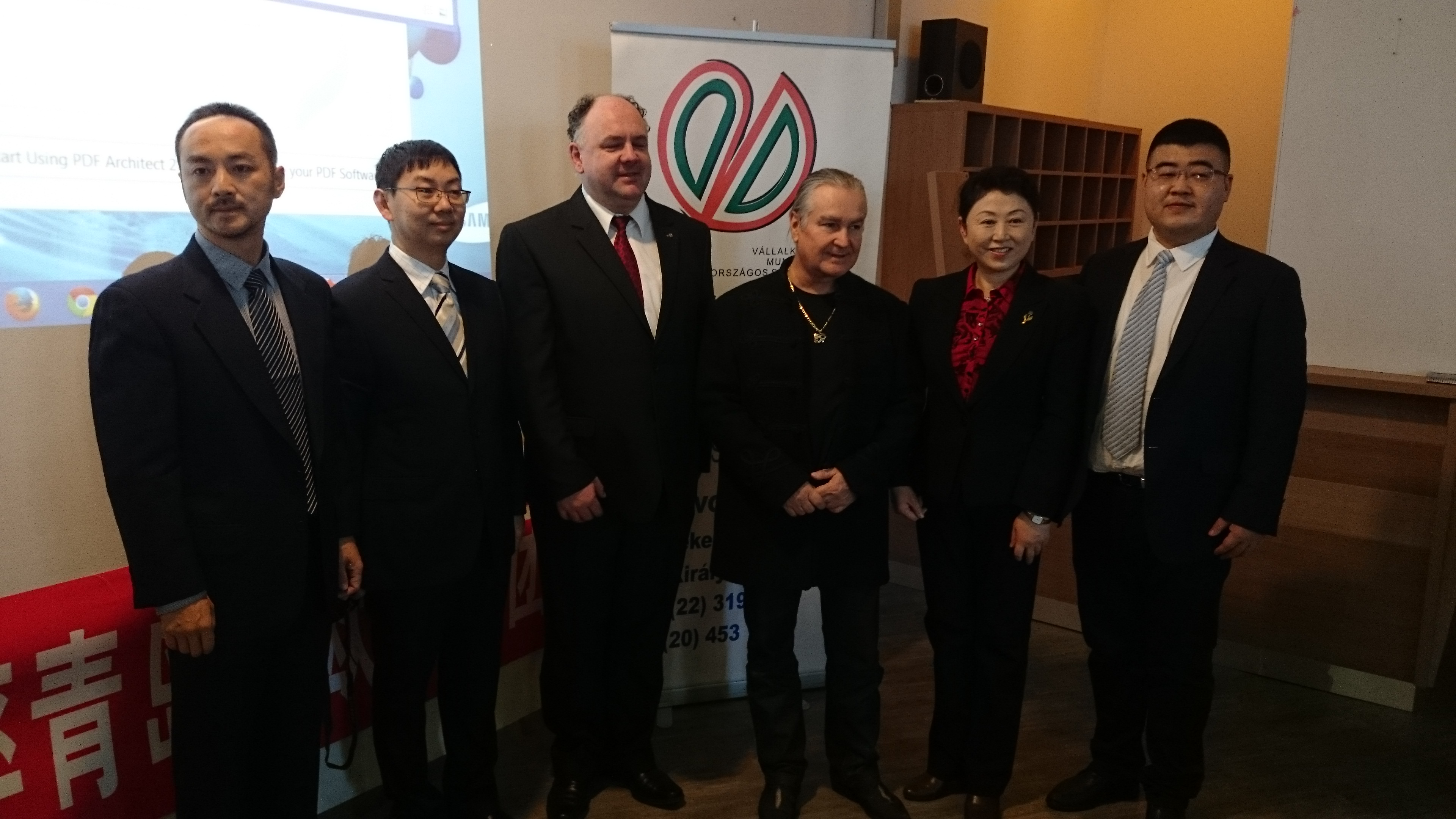
VOSZ kínai delegáció 2015 januárban az Árpád Fürdőben.

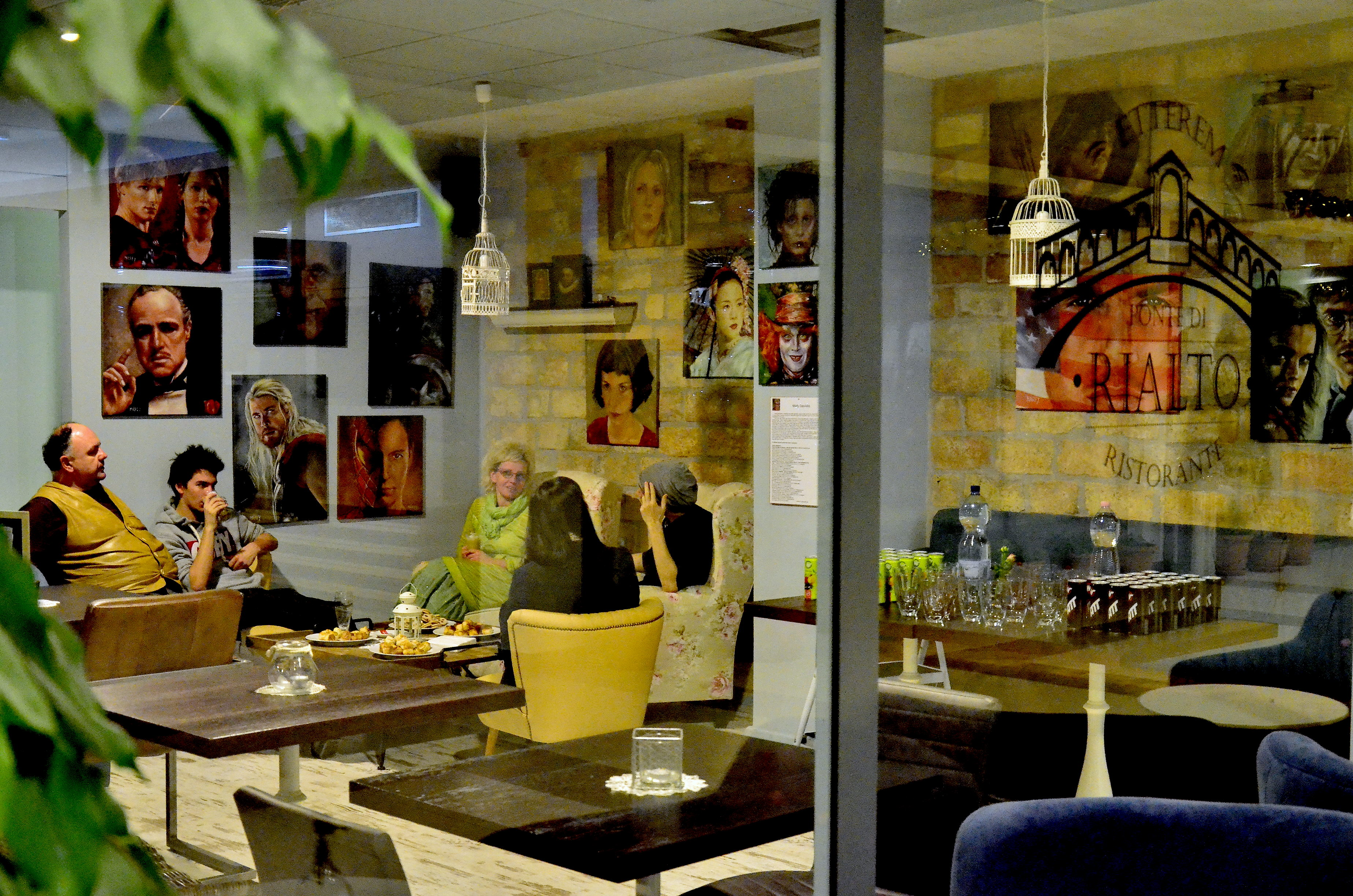
A kép Velencén készült 2016-ban egy Márfy Gabriella festménykiállítás megnyitója előtt.

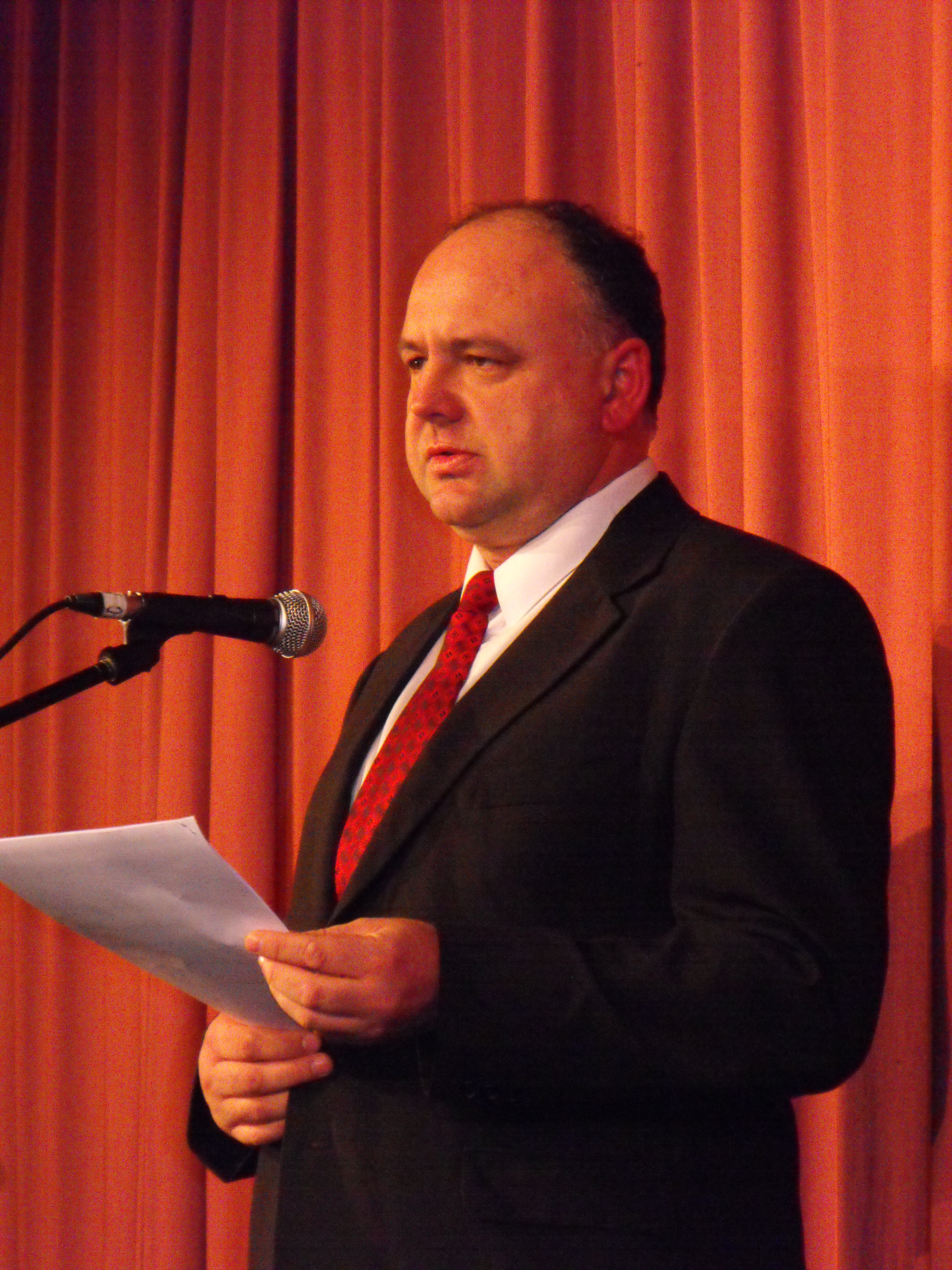
Készült 2015 december 1-én